# Arfendazam
L'arfendazam è un composto chimico di formula C18H17ClN2O3.

## Caratteristiche strutturali e fisiche
È una 1,5-benzodiazepina, con gli atomi di azoto situati nelle posizioni 1 e 5 dell'anello benzodiazepinico, quindi strettamente correlato ad altre 1,5-benzodiazepine come il clobazam. Nella struttura sono presenti tre accettori di legami a idrogeno, altrettanti legami ruotabili e 24 atomi esanti.
Il composto presenta inoltre le seguenti caratteristiche:
- massa monoisotopica = 344.0927701 Da
- superficie polare = 49.9 Å²

## Farmacologia e tossicologia

### Farmacocinetica
Il suo principale metabolita attivo è il lofendazam, ritenuto responsabile dell'attività farmacologica dell'arfendazam.

### Effetti del composto e usi clinici
Si tratta di uno psicofarmaco con effetti sedativi e ansiolitici simili a quelli prodotti da altri derivati delle benzodiazepine, ma è un agonista parziale del recettore GABA A. Produce inoltre effetti miorilassanti a dosi molto elevate.